# Haukoma
Haukoma, skupina Pomo Idijanaca koja je živjela na zapadnoj strani jezera Clear Lake u Kaliforniji. Godine 1851. bilo ih je svega 40. Gibbs (1851) ih naziva How-ku-ma, a McKee (1851.) How-ru-ma.